# Левченков, Вячеслав Степанович
Вячеслав Степанович Левченков (28 декабря 1946, село Вадино Смоленской области — 22 августа 2011, пос. Кокошкино Московской области) — российский математик и физик, доктор физ.-мат. наук, профессор МГУ им. М. В. Ломоносова, главный научный сотрудник ИСА РАН, действительный член РАЕН.

## Биография
Отец — Степан Иванович — заведовал машинно-тракторной станцией; мать — Нина Алексеевна — агроном; сёстры — Светлана и Елена.
В 1964 окончил 7-ю среднюю школу Смоленска.
В 1970 с отличием окончил Московский физико-технический институт, факультет общей и прикладной физики, затем — аспирантуру МФТИ.
В 1974 защитил кандидатскую диссертацию «Теория квантовых кристаллов», выполненную в Институте теоретической физики им. Л. Д. Ландау под руководством И. Е. Дзялошинского.
С 1976 работал во Всесоюзном НИИ системных исследований (ВНИИСИ).
В 1988 защитил докторскую диссертацию «Алгебраические и динамические аспекты описания функций выбора».
С 1989 преподавал в МГУ им. М. В. Ломоносова на кафедре нелинейных динамических систем и процессов управления факультета ВМК МГУ, где читал лекционные курсы: «Элементы эргодической теории», «Математические методы теории выбора», «Принципы рациональности в теории выбора», «Решение булевых уравнений».
Жил в пос. Кокошкино Московской области. Умер от рака желудка.

## Семья
Жена — Людмила.
Дети: Софья, Дмитрий.

## Научная деятельность

### Область научных интересов
Занимался вопросами эргодической теории, математической кибернетики, теории социального выбора, исследования операций.
Разработал алгебраический аппарат описания функций выбора; на основе методов теории динамических систем предложил новые подходы к описанию правил выбора и построению решений в одно- и многошаговых играх.

### Публикации
Автор более 130 научных работ, в том числе:
- Алгебраический подход в теории выбора — М.: Наука, 1990.
- Элементы эргодической теории с приложениями к проблемам выбора. I. Введение в эргодическую теорию: (учеб. пособие) — М.: ф-т ВМиК МГУ, 1997. — 161 с.
- Элементы эргодической теории с приложениями к проблемам выбора. II. Приложение эргодической теории к задачам выбора: (учеб. пособие) — М.: ф-т ВМиК МГУ, 1997. — 180 с.
- Два принципа рациональности в теории выбора: Борда против Кондорсе: (учеб. пособие для студентов) — М.: ф-т ВМиК МГУ, 2002. — 264 с.
- Новые методы теории выбора: (учеб. пособие) — М.: ф-т ВМиК МГУ, 2007. — 96 с.